# Vinogradovca
Vinogradovca est une commune du district de Taraclia, en Moldavie . Elle est composée de quatre villages : Chirilovca, Ciumai, Mirnoe et Vinogradovca. Elle compte 1 548 habitants en 2014.